# オーギュスタン・ロベスピエール

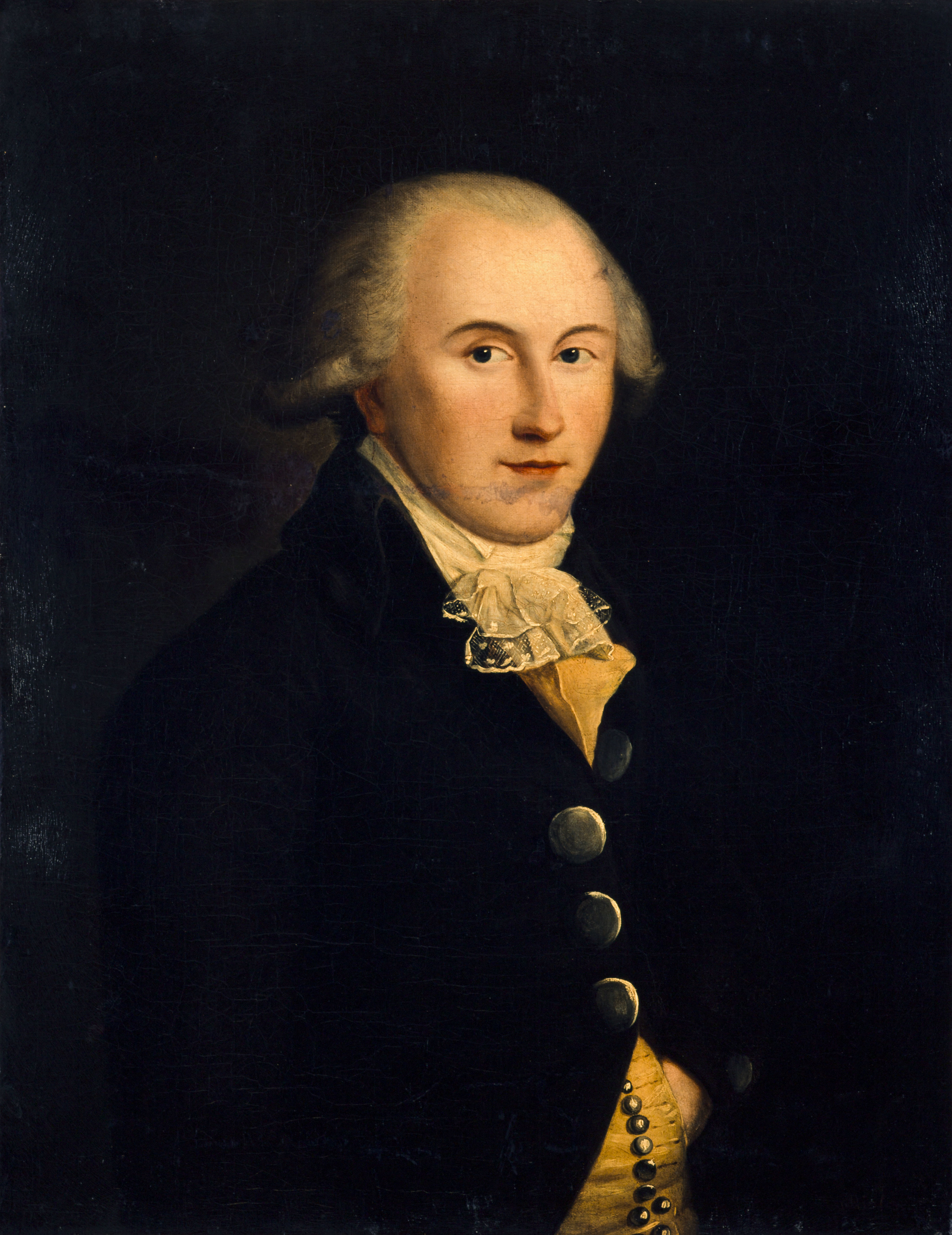
オーギュスタン・ロベスピエール

オーギュスタン・ボン・ジョゼフ・ド・ロベスピエール（仏: Augustin Bon Joseph de Robespierre、1763年1月21日 - 1794年7月28日）は、フランス革命期の政治家である。
兄マクシミリアンと同じく国民公会議員で、テルミドール8日に国民公会で兄の逮捕が議決されると、共に逮捕されることを志願した1人で、クーデター翌日に処刑された。

## 兄との区別
有名な兄と区別して、通常はオーギュスタン・ロベスピエールと呼ぶか、小ロベスピエール（仏: Robespierre le Jeune）と称される。

## 略歴
1763年1月21日、アラスに生まれた。
オーギュスタンと彼の兄マクシミリアンの一家には四人の子がおり、父マクシミリアン＝バルテレミー＝フランソワ・ド・ロベスピエールはアルトワ州（現パ＝ド＝カレー県）高等評定院の弁護士であった。母ジャクリーン＝マルゲリット・カローはビール問屋の娘で1764年、幼い子供達を残して死去した。兄マクシミリアンは6歳、オーギュスタンは1歳でしかなかった。彼らの父は妻を亡くした後再婚せず、高等評定院の職を辞して神聖ローマ帝国選帝侯の支配圏バイエルンに居を定めた。1777年に死去したとする説がある。
わずかの収入しかなかった時、マクシミリアンとオーギュスタンの2人は共に奨学金を得て学業を続けた。オーギュスタンの運命は兄のそれと密接に結びついている。オーギュスタンは兄と思想を同じくし、兄の人気の恩恵に浴し、まずアラスで、さらにパリで彼もまた政治家としての道を歩むことになる。
フランス革命の前日までは兄と同じく在アラスのアルトワ州高等評定院の弁護士であった。彼は革命思想を受け入れ、アラス憲法友の会議長に選出される。 1791年、彼はパ＝ド＝カレー県の行政官となる。
1792年8月10日（テュイルリー宮殿襲撃、王権停止）以降、彼はパ＝ド＝カレー県会執行部代理となり、次にパ＝ド＝カレー県の行政官に改選される。次に彼は24人中19番目で国民公会のパリ選出議員となる。兄マクシミリアン同様に彼は山岳派議員用の議席に陣取り、ジャコバン党に加入する。
ルイ16世の裁判の際、彼は王を有罪とする票を投じ、国民の承認を得ることに反対して死刑と執行猶予の適用除外を求めた。さらに、彼はオノーレ・ミラボーの遺骸をパリのパンテオンから取り去ることを要求し、ついで、4月12日にジロンド派の攻撃に対抗するためジャン＝ポール・マラー自らが提起した自己弾劾に賛成投票する。また国民公会衛兵の創設に反対する。
彼は1793年6月2日、公安委員会の廃止に反対投票し、ジロンド党員の逮捕に賛成投票した。
1793年7月、南仏における派遣任務中にオーギュスタンはトゥーロン攻囲戦においてナポレオン・ボナパルトを見出した。トゥーロンにおける功績を賞賛し、公安委員会への発言力があった彼はボナパルトが将軍として昇進するのに重要な役割を果たした。次に彼はソーヌ川上流地域及びドゥ県における公会の委員になる。彼は 1794年5月ソーヌ川上流地域の任地へ赴き、同僚のベルナール・ド・サントと共に投獄されていた多くの人々を解放した。彼は地方におけるイタリア軍付きの派遣議員だったポール・バラス、ルイ＝マリ・スタニスラ・フレロンの行き過ぎた行為の告発において重要な役割を果たす。彼らこそ後にマクシミリアンの失墜を引き起こす人物達である。
パリに戻ると、彼はジョゼフ・フーシェと親交を結ぶ。フーシェは彼の姉であるシャルロットとの結婚を望んだが、マクシミリアンはフーシェを評価せず、弟の希望に反して、この結婚に反対した。
しかしながらテルミドール8日（1794年7月26日）、国民公会においてアヴェロン県選出の山岳派議員であるルイ・ルーシェがマクシミリアンに対する逮捕命令を求める。オーギュスタンはその名を挙げられていないにもかかわらず次のように叫んだ。「私も兄と同じく有罪だ。私は兄と徳を共有している。私は兄と運命を共にすることを望む。私は同じく私に対する逮捕命令を要求する」。彼に対する逮捕命令はシャラント＝アンフェリウール県（現シャラント＝マリティーム県）選出の議員ロゾーによって即時可決される。テルミドール9日の夜から10日まで市役所に避難するも憲兵達に見つかり、軒蛇腹から逃亡を試みるも転落し足を骨折する。翌日テルミドール10日（1794年7月28日）午後、彼は法の保護外に置かれた他の21人と共に革命裁判所に連行される。単に身分認証が行われただけで同日、彼はマクシミリアン、サン＝ジュスト、クートン、ルバ、アンリオら多数の同志と共に、民衆の罵声を浴びながらサン・トレノ通りを通り、革命広場（現コンコルド広場）において、午後7時、ギロチンによって処刑された。